# 泰禾集团
泰禾集团股份有限公司（深交所除牌前：000732，简称：ST泰禾），简称泰禾集团，是中华人民共和国的一家房地产开发商，成立于1996年，总部位于福建省福州市。

## 历史
泰禾集团创始人为黄其森，在进入房地产领域前曾在中国建设银行福建分行工作。1996年辞职后，与廖光文、沈琳两位高校教师共同创立泰禾集团，黄其森下海前，沈、廖已经创立了泰禾的前身，分别担任总经理和副总。创办初期先后开发了泰禾花园、天元花园、天元美树馆等项目。
2002年，泰禾集团宣布进入北京市场，此后北京成为泰禾集团的重点发展城市。2006年，泰禾在北京通州区潞城兴建“中国院子”项目，随即提高了知名度，黄其森后来也因此被称为“第二代豪宅教父”。
2005年，在当时房地产市场较差的情况下，黄其森仍在福州拿下1000亩地进行储备，并扩大在福建的市场份额。2012年，泰禾集团成为了福建地产行业的龙头。
2010年9月30日，泰禾集团将旗下福州泰禾价值24.2亿元的全部股权借壳福建三农，实现了上市目标。泰禾集团成为2010年唯一上市的中国大陆房企。2013年时集团销售规模仅124.44亿元，此后凭借旗下高端住宅产品“中国院子”系列，泰禾集团在2017年销售额就突破1000亿元。2017年泰禾将院子系列产品扩张到“17城31院”，2018年扩张到“22城44院”，累计在全国29城开发了全产品系列项目90余个。
但在2013年至2014年，泰禾集团先后在中国大陆拿下多块土地，其资产负债率一直居高不下。2016年、2017年又以高价拍下土地。2017年12月，黄其森曾对外宣称2018年销售额目标为2000亿元，但实际上仅1303.4亿元。由于2018年年报并未披露详细的销售额数据，也引来了深交所的问询。另外在2017年，泰禾集团共发起了46起并购，共计花费约495.5亿元，这一数字超过了2016年的全年销售额。其中从华侨城集团转让北京市丰台区的地王地块产权即花费108.62亿元，属于业界少有。

### 经营危机
2017年，泰禾集团采取房企惯用的“高杠杆、高负债”模式，累计负债合计1813.02亿元，资产负债率高达87.83%。2018年上升至2112.47亿元。自当年起，泰禾不再拍下新土地，转为出售物业产权。不过黄其森在融资方面过于激进，其非银融资来源较多，同年宣布启动了“泰禾+”战略，进入商场、社交、医疗、文化和教育等领域进行多元化布局。这一战略也被认为是泰禾集团经营危机爆发的原因。
2019年，泰禾集团提出总监及以上管理人员取消所有休假，加快推进项目、回笼资金。但泰禾集团主攻豪宅，其开发周期较长，不能采取高周转模式。当年泰禾集团将11个项目的股权出售予世茂房地产，回笼资金96亿元。但仍未解决负债问题，2019年底时，泰禾集团负债达1905.55亿元。
2020年，随着2019冠状病毒病疫情引发的经济衰退，泰禾集团财务状况持续恶化。由于未按期交还西藏信托的金融债务，黄其森被列入失信被执行人名单，法院还对黄其森发出了限制消费令。该公司的首只公募债券宣告违约，随后债权方、施工方、供应商等纷纷起诉泰禾。虽然黄其森及泰禾集团引进战投、债务重组等，但仍无法拯救局面。2020年，泰禾集团负债金额高达1967.66亿元，资产负债率高达90.75%，经营现金流为-29.31亿元，净利润为-5.39亿元，负债率持续攀升。一些金融公司将泰禾集团告上法庭，其中四川信托打赢了40多亿元的官司。
2020年7月30日，泰禾集团大股东泰禾投资、实际控制人黄其森与海南万益（万科100%持股的全资子公司）签署《股份转让框架协议》，泰禾投资拟将其持有公司的19.9%股份转让给海南万益，被认为是泰禾集团危机解决的一个重要突破。但实际上此次交易未能推进，此后于2021年11月，万科发表澄清声明，称从未实际参与任何与泰禾项目相关的运营管理与开发建设。同年9月4日，该公司因未在规定期限内披露2019年度业绩预告，且披露的2019年度主要经营数据与实际情况存在较大差异，被深交所处以通报批评，董事长、总经理兼代理董事会秘书黄其森、时任财务总监姜明群也被通报批评。
2021年8月，泰禾集团发文称，公司在一二线城市拥有近4000亿元货值的土地储备。这一数据引发监管部门的关注。2022年1月3日，泰禾集团因未及时披露项目合作终止事项、未及时披露并表企业减资事项及其进展以及对外发布的货值信息依据不充分且未在指定媒体先行发布，福建证监局决定对泰禾集团及黄其森采取出具警示函的行政监管措施。4月1日，深交所对泰禾集团和黄其森发出了监管函。
2022年初，泰禾集团先后与兴业银行、民生银行、华融资产、东方资产、长城资产等金融机构签订协议，处理债务问题。3月16日，泰禾集团公告称，黄其森被带走协助调查，调查期间由公司联席总裁葛勇和联席总裁王景岗主持公司各项生产经营工作。黄其森此次配合调查，主要与黄曦、林文华二人在建行期间的工作事宜有关。黄曦、林文华于3月18日被带走协助调查。此后中纪委披露，黄曦因涉嫌严重违纪违法，接受中央纪委国家监委驻中国建设银行纪检监察组纪律审查和吉林省监察委员会监察调查。2022年11月，黄曦被开除党籍，案件移送检察机关审查起诉。黄其森于11月17日结束配合调查回归岗位。
2022年1月26日，由北京市第二中级人民法院查封的泰禾集团9198万股票在京东网络司法拍卖平台公开拍卖，后因案外人对标的提出案外人异议而拍卖中止。3月24日至3月25日，泰禾集团8804万无限售流通股再次进行拍卖。
2022年4月30日，泰禾集团发布公告，鉴于公司最近一年被出具否定意见的内部控制审计报告、最近三个会计年度扣除非经常性损益前后净利润孰低者均为负值，且最近一年审计报告显示公司持续经营能力存在不确定性，公司股票自5月5日开市起停牌一天，5月6日开市起复牌并实施其他风险警示，简称由“泰禾集团”变更为“ST泰禾”。复牌首日股价即跌停，报每股1.79元。
2023年5月25日，泰禾集团发布公告，该公司及关联公司收到四份《执行通知书》，涉及债务到期与金融借款合同纠纷，兴业信托申请强制执行。
2023年6月3日，泰禾集团发布公告，截至6月2日，公司股票收盘价连续二十个交易日低于1元，已触及交易类强制退市规定。公司股票6月5日开市起停牌，公司股票交易存在被终止上市的风险，且将不进入退市整理期。

## 业务

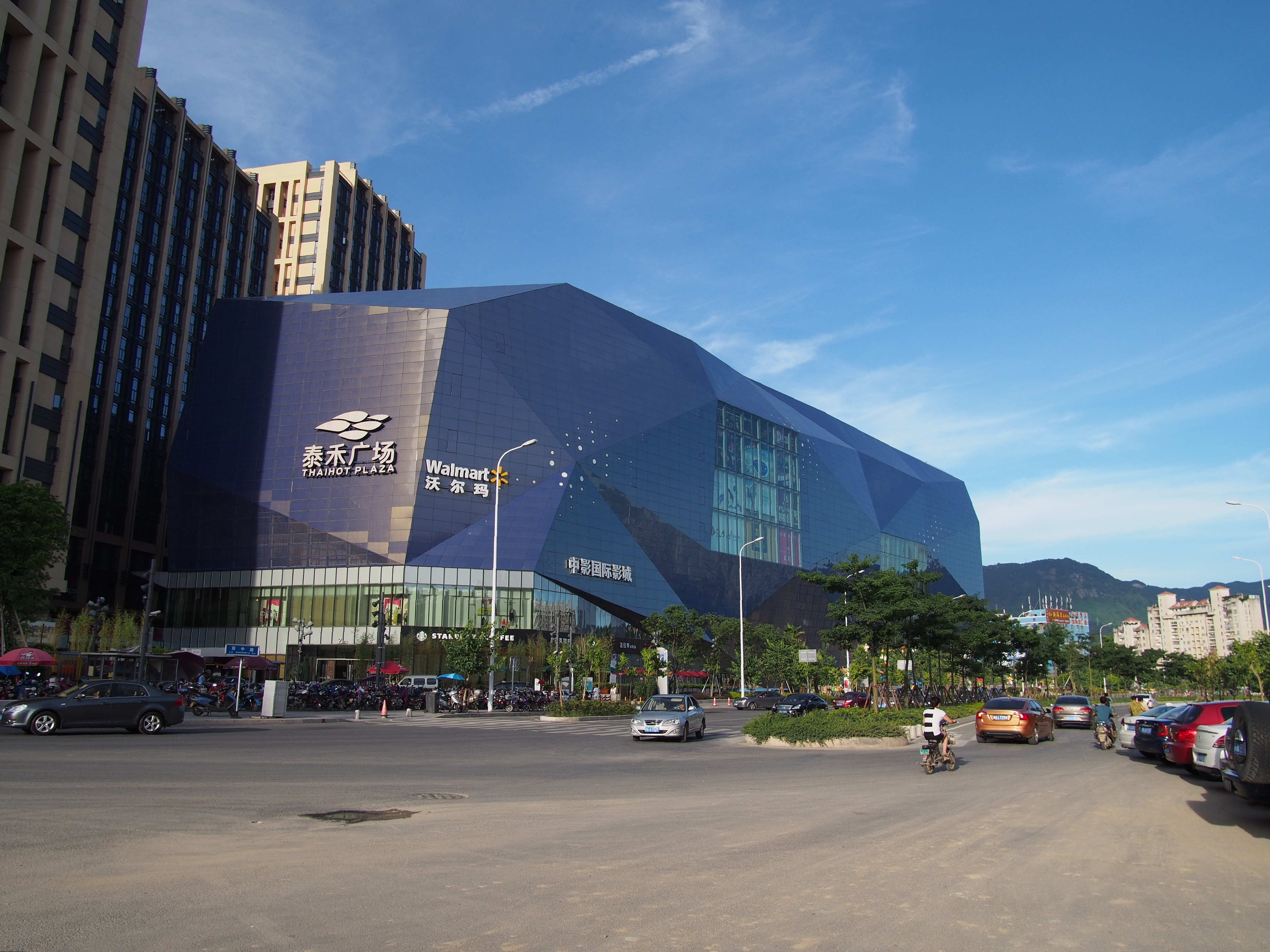
福州五四北泰禾广场

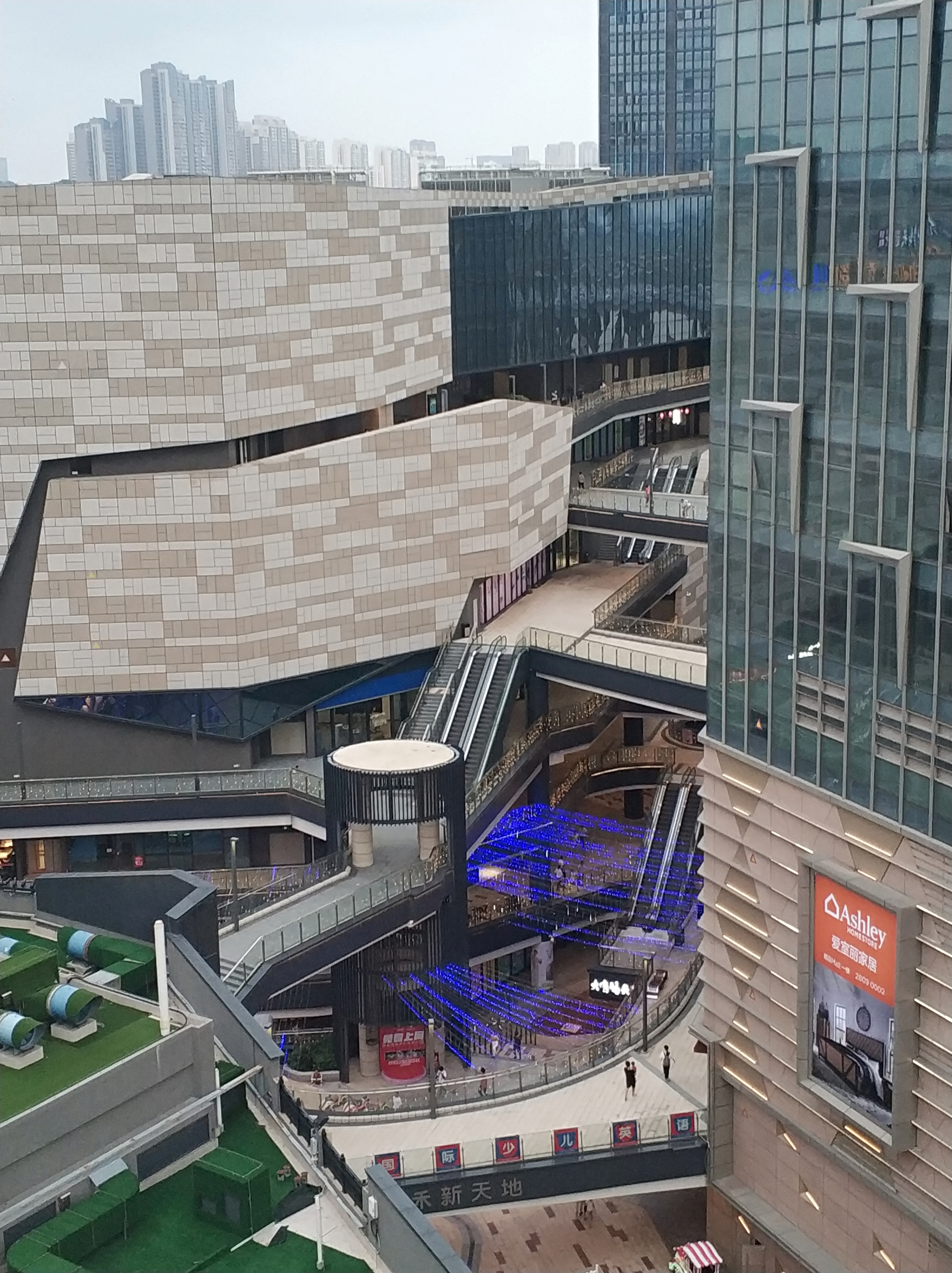
泉州东海泰禾广场

截至2022年，泰禾集团主要从事住宅地产和商业地产的开发及运营。住宅地产产品以中高端为主，有泰禾院子系、大院系、园系、公馆系、府系、湾系等核心产品线；商业地产产品以泰禾广场、泰禾里为核心产品线。泰禾集团项目主要位于一线及核心二线城市，包括以北京为中心的京津冀地区、以上海为中心的长三角地区、以广深为中心的粤港澳大湾区、以福州和厦门为中心的福建区域、以武汉为中心的中部地区。商业综合体项目包括福州东二环泰禾广场、福州五四北泰禾广场、泉州石狮泰禾广场、泉州东海泰禾广场、北京泰禾中央广场等，并在北京、上海开发了多个写字楼、酒店式公寓、商业步行街等不同业态的商业地产项目。集团酒店项目包括福州泰禾凯宾斯基酒店、福州泰禾铂尔曼酒店、泉州泰禾洲际酒店、福州湾泰禾度假酒店、泉州华大泰禾精品酒店、北京崇礼泰禾度假酒店等。

## 荣誉
该公司在2020年《财富》中国500强排行榜中位居第381位，在2020中国房地产百强企业排行榜中位居第31位。2018年获得第十届“中华慈善奖”。

## 事件
2022年7月27日下午，泰禾北京院子二期项目业主杨某涛连同其他13名业主临时到访项目部，就所购房屋外立面材料变更提出沟通。期间，杨某涛不断辱骂泰禾员工，并煽动在场业主情绪，后孙某宇、李某江、郭某、王某等多名业主一起动手围殴该公司项目一名员工，造成其身体多处受伤。该公司于7月29日发表声明表示，对业主的暴力行为表示强烈谴责，后续将采取进一步法律行动。有疑似业主方称并非单方面殴打，也出现员工向业主泼热水、将业主打至骨折的现象，双方各执一词。据介绍，泰禾北京院子二期于2018年10月1日开盘，2020年上半年因资金流动问题停工，2022年3月21日恢复施工。停工期间，泰禾北京院子二期的业主多次维权举报，要求项目复工。